# Castanozoster
Castanozoster is een geslacht van zangvogels uit de familie Thraupidae (tangaren). Het geslacht is monotypisch:
- Castanozoster thoracicus  – Roestborstboomgors